# 聖哈辛托 (印地安納州)
聖哈辛托（英語：San Jacinto）是位於美國印地安納州詹寧斯縣的一個非建制地區。該地的面積和人口皆未知。